# 趙睿 (僱傭兵)
趙睿（1985年7月20日—2023年11月29日），中華人民共和國籍僱傭兵、俄烏戰爭親俄羅斯外國志願兵和博主，抖音號「錢龍皇帝」。據鳳凰衛視駐俄羅斯記者盧宇光稱，趙睿在參與俄羅斯入侵烏克蘭時在新普羅科皮夫卡陣亡，成為自俄烏戰爭爆發以來首名被證實為俄羅斯而陣亡及公開姓名的中華人民共和國籍志願兵。俄罗斯方面于12月27日开始播报赵睿之死。

## 生平
趙睿生於1985年7月20日，籍貫重慶，未婚。其祖父為中國抗日戰爭的地下工作者，他的父母已經退休。趙睿自學生時代就對抗日文學產生興趣，閲讀了大量網絡抗日小説，其後輟學。

## 事蹟

### 緬甸內戰
約在2013年前後，趙睿曾參與緬北緬甸民族民主同盟軍的戰鬥。在其輟學後，他透過網路瞭解到緬甸北部存在著活躍的地方武裝組織。隨後趙睿在一位聯絡人的引薦下，秘密前往緬北加入同盟軍。在他返回中國後，其建立「同盟軍兄弟」群組，與其他歸國的同盟軍中國籍志願兵保持聯繫。

### 俄羅斯入侵烏克蘭

#### 動機與參訓
2022年俄羅斯入侵烏克蘭後，趙睿瞭解到烏克蘭吸引來自多國的志願兵，支援抵抗俄羅斯的入侵。根據战友周志強的陳述，赵睿认为“乌克兰请了好多西方国家的人，有和我们中国人有深仇大恨的日本兵，还有侵犯北京圆明园的八国联军等各个国家！”。他表達加入俄羅斯武裝力量的意願，希望在那裡對抗參與烏克蘭陣營的日本兵（但實際上日本人在外國志願軍的佔比估計僅1%不到）。
趙睿在「同盟軍兄弟」群組中透露赴俄參軍的想法，一名籍貫廣東省湛江戰友周志強與之和應。2023年9月，兩人以旅遊簽證由成都飛往莫斯科，於莫斯科的徵兵站報名後通過體檢，隨即前往莫斯科郊外的先锋訓練營，展開為期15天的軍事訓練。據趙睿在個人社交媒體上宣稱，他聲明自己與超過100名來自中國的戰友一同加入俄軍，並被分配到不同的連隊參與作戰。
經過在羅斯托夫的一段時間訓練後，趙睿和周志強轉移到別爾江斯克的營地，接受由瓦格納教官主持為期20天的訓練。完成整個訓練過程後，兩人被派遣至俄羅斯南部軍區的第58集團軍第70近衛摩托化步兵團風暴小隊，擁有相同的列兵軍階。

#### 曝光前線實際情況
趙睿常在抖音帳號「錢龍皇帝」發佈前線生活的點滴，顯示俄軍士氣散渙、傷亡慘重，而且要面對惡劣環境。趙睿在前線拍攝的影片中，抱怨前線的伙食，也呼籲中國年輕人不要參與俄烏戰爭：「不要來，沒有什麼好來的，在國內找個工作好好幹。」並透露想回國的想法。
2023年11月11日，趙睿所在的單位首次被調往前線，參與位於扎波羅熱州方向新普羅科皮夫卡的作戰。在這場戰鬥中，趙睿並未受傷。經過一周的激戰後，風暴小隊撤離前線進行休整。

#### 陣亡
然而，2023年11月29日，趙睿和周志強所在的部隊再度接到指派，前往新普羅科皮夫卡的前線。在啟程前，趙睿致電家人交代後事。趙睿和周志強和包括幾名來自尼泊爾的僱傭兵，總共大約30人參與襲擊。在前往前線的途中，趙睿因為坐在履帶式裝甲運兵車上，腳部被樹枝割傷，造成嚴重傷害且行動能力大幅降低。儘管周志強勸說他回營，但他並未作出回應。在戰鬥爆發後，兩人所屬的部隊先是擊退烏軍，烏軍隨後派遣多架無人機投彈攻擊重挫俄軍，死傷慘重。當天下午4點，周志強發現趙睿倒在戰壕邊，已被無人機炸死，俄媒則宣稱趙睿被集束彈所殺。周志強從趙睿身上取出證件包，花上5至6個小時穿越烏軍射擊帶返回俄軍陣地。
2023年12月，趙睿在前線陣亡的消息被鳳凰衛視駐俄羅斯記者盧宇光發佈，多份媒體均指趙睿是自俄烏戰爭爆發以來首名被證實陣亡及公開姓名的中華人民共和國籍外國志願者。

## 另見
- 俄羅斯入侵烏克蘭中的中華人民共和國
- 曾聖光——俄烏戰爭爆發以來首名被證實陣亡及公開姓名的中華民國籍親烏克蘭外國志願者
- 吳忠達——俄烏戰爭爆發以來第二名被證實陣亡及公開姓名的中華民國籍親烏克蘭外國志願者
- 彭陳亮——俄烏戰爭爆發以來首名被證實陣亡及公開姓名的中華人民共和國籍親烏克蘭外國志願者
- 多布勒——俄烏戰爭爆發以來首名被證實陣亡及公開姓名的日本籍親烏克蘭外國志願者
- 張仁波和王廣軍——俄烏戰爭爆發以來首兩名被證實俘虜及公開姓名的中華人民共和國籍親俄羅斯外國志願者
- 王波：曾参与第一次利比亚内战和叙利亚内战的中华人民共和国籍圣战者
- 严良斌：曾参与尼泊尔内战的中华人民共和国籍外國志願者

## 外部連結
- 钱龙皇帝（赵睿）的抖音主页 （页面存档备份，存于）